# Pulcheria

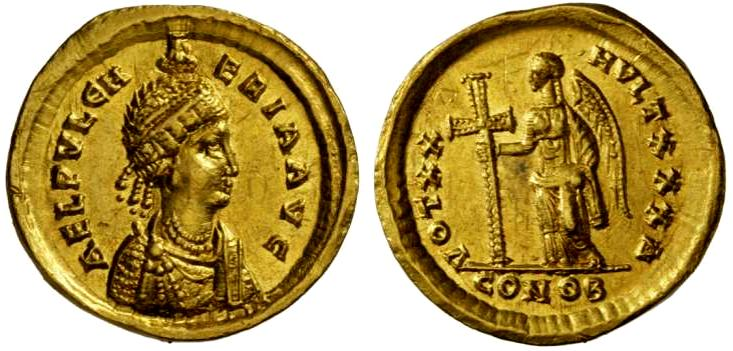
Pulcheria pe un solidus emis la Constantinopol; în exergă: CONOB.

Aelia Pulcheria (19 ianuarie 399 - 453) a fost o regentă bizantină, fiica lui Arcadius și Aelia Eudoxia. 

## Istoria vieții Împărătesei Pulcheria
Murind Arcadie împăratul grec, a lăsat pe fiul său cel mic Teodosie fiind de opt ani, și pe cele trei fiice, Pulheria, Arcadia și Marina. Pulheria era cu cinci ani mai mare decât fratele său, foarte înțeleaptă și curată. Purtarea de grijă a lui Dumnezeu a dăruit-o ca pe un dar împărăției grecești, spre ajutor tânărului Teodosie și spre apărarea Ortodoxiei care, în acea vreme, era tulburată de eretici. Aceasta, având o înțelegere care covârșea anii ei, a fost primită la împărăție împreună cu fratele său și a fost rânduita Augustă. Și era atunci de șaisprezece ani când, luând puterea cea împărătească, nu cu cunoștință femeiască, ci cu înțelepciune bărbătească, a început a așeza împărăția grecească; de la înțelepciunea și cunoștința ei toată lumea se minuna, pentru că de la Dumnezeu avea această dăruire pentru curăția vieții sale. Că pentru dragostea lui Dumnezeu și purtând grijă de pacea grecilor n-a vrut să se însoțească cu bărbat, ca să nu fie vreo dezbinare între bărbatul și fratele ei, ci făgăduindu-se pe sine mireasă lui Dumnezeu a vrut ca până la moarte să petreacă în feciorie. Iar spre semnul fecioriei sale celei lui Dumnezeu logodită, în soborniceasca biserică din Constantinopol a făcut un prestol dumnezeiesc din aur și din pietre scumpe, minunat și de mult preț.
Încă îndemna spre paza fecioriei și pe Arcadia și pe Marina, surorile ei, care așijderea au făgăduit lui Dumnezeu ca să-și păzească curăția lor până la sfârșitul vieții. Și viețuiau cu dânsa în post și în rugăciune, supunându-se ele acesteia nu numai ca celei mai mari surori, ci ca și maicii lor, și ca împărătesei; încă ținea loc de maică și fratelui său Teodosie, împăratul, pentru că se îngrijea de dânsul foarte mult, învățându-l pe el frica lui Dumnezeu. Și știind bine limba greacă și latină, singură i-a fost lui învățătoare, nu numai învățându-l pe el carte, ci și la bunele obiceiuri povățuindu-l pe dânsul.
Ci îl învăța pe el toate lucrurile cele bune spre o bună și cuviincioasă ocârmuire. Și cădea sămânța cea bună nu pe pământ rău, că o asculta pe ea în toate și atâta a putut învățătura ei cea bună încât atunci când a ajuns la vârsta de bărbat desăvârșit era mai mult decât alți împărați bun și blând, răbdător și nerăutăcios, înțelept și socotitor, îndurător și milostiv, pentru că, pe lângă învățătura, și rugăciunea Sfintei Pulheria i-a sporit lui în viață. Această sfântă a zidit o Biserică prea slăvită în numele Preacuratei Născătoarei de Dumnezeu și a făcut în Vlaherne alte multe biserici și mânăstiri; a dat la săraci nelipsită milostenie și, prin sârguință ei, împărăția era în pace și în liniște mare, ferită de dezbinările eretice dinlăuntru. Săvârșindu-se douăzeci de ani de la nașterea împăratului Teodosie și venind vremea însurării lui, preafericita Pulheria se sârguia ca să afle o fecioară vrednică de cămara împărătească. În acea vreme, a venit de la Atena în Constantinopol o oarecare fecioară, pe nume Athinais (sau Atinaida), pagina cu credința, foarte frumoasă și înțeleaptă, fiică a unui filosof atenian, anume Leontie, care învățase bine de la tatăl său filosofia, astronomia, geometria și toată înțelepciunea greacă și pe mulți înțelepți cu cunoștința îi întrecea.
Deci, venise în Constantinopol pentru o pricină că aceasta: murind tatăl ei, a împărțit moștenirea toată la doi fii ai săi, Valerie și Aetie, iar ei nu-i lăsase mai nimic, numai câțiva galbeni. Întrebându-l pe el rubedeniile și vecinii ce lasă fiicei sale, a răspuns: "Destul îi sunt ei frumusețile și înțelepciunea ei". Și aceasta zicând-o, a murit. Și împărțiră cei doi frați toată averea părintească între dânșii, iar surorii lor nu i-au dat nimic. Pentru aceea venise ea la Constantinopol, ca să se jeluiască de nedreptatea fraților săi. Pe aceea văzând-o Pulheria, precum și frumusețea ei, bunul obicei și înțelepciunea cercetându-le cu privirea, a gândit să o logodească pe ea cu fratele său.
Drept aceea, mai întâi spre sfântul botez a apropiat-o pe ea și ca pe o fiică a făcut-o sieși. Apoi, ca pe o vrednică de nunta împărătească, a însoțit-o cu împăratul, fratele său Teodosie. Și i-a dat ei nume din Sfântul botez, Eudoxia. După aceea, i-a născut Eudoxia lui Teodosie o fiică, care, când a împlinit vârsta potrivită, a fost însoțită cu Valentinian al III-lea în Roma, cel pe care l-a învrednicit Teodosie la o parte a împărăției sale.
În timpul acestor drept credincioși împărați a fost soborul al treilea a toată lumea în Efes, care a discutat erezia lui Nestorie, prin sârguință fericitei Pulheria, pentru că mare râvna avea aceasta pentru dreapta credință. Și pe fratele său, fiindcă începuse a se înșela cu eresul și a rătăci din adevărata cale, l-a sfătuit, și în dreapta credință l-a întărit, fapt pentru care era cinstită de sfinții părinți cu multe laude.După câțiva ani, vrăjmașul, nesuferind să vadă risipirea eresurilor sale care se făcea prin Sfânta Pulheria, s-a înarmat asupra ei vrând să o depărteze pe ea de la împărătescul scaun și de la stăpânire. Acest lucru l-a și făcut la o vreme, Dumnezeu îngăduind ca plăcuții săi să fie ispitiți. Iar ispitirea aceea s-a început cu un chin ca acesta: era la împăratul Teodosie un famen oarecare, anume Hrisafie, iubit de împăratul și între sfetnici nu mai prejos, dar plin de vicleșug și de răutate, de vrajbă și de iubire de argint. Acela s-a sculat asupra prea sfințitului patriarh Flavian, care se suise pe sca-un după sfântul Proclu. Și era Flavian bărbat vrednic de acea cinste, ca un dreptcredincios, care și viață cerească avea. Iar Hrisafie era eretic și nu se învoise la supunerea lui. Deci, căutând asupra lui pricină, a trimis la dânsul, zicând să se gătească un dar împăratului spre binecuvântare, ca unul ce a fost pus arhiereu din nou. Iar el, gătind, a trimis niște pâini curate. Iar Hrisafie, lepădând pâinile, a zis: "Aur, iar nu pâini, se cade a se trimite spre binecuvântare de la patriarh". Iar patriarhul prin trimiși i-a răspuns zicând: "Bine știe Hrisafie că aurul și argintul bisericesc este al lui Dumnezeu și la nimeni nu se poate da, decât numai la săraci".
Atunci, Hrisafie, mai mult mâniindu-se asupra patriarhului, se gândea cu ce fel de meșteșug i-ar săpa lui groapa. Văzând că fericită Pulheria, dreptcredincioasă fiind, îl sprijină foarte mult pe patriarh și nu îi era cu putință ca să-i facă lui ceva rău, a gândit vrăjmașul ca să-i facă rău și ei. Deci, a început a semăna neghină între Pulheria și Eudoxia împărăteasa, făcând vrajbă între dânsele cu felurite meșteșuguri.
În acea vreme s-a întâmplat un lucru ca acesta: avea obicei împăratul Teodosie de iscălea împărăteștile sale scrisori fără a le citi, necercînd nici să știe ce era scris într-însele și oricine poftea, după a sa voie, gătind scrisoarea, o aducea la împăratul, iar el neobservând ce era scris într-însa, punea mâna sa cea împărătească. Drept aceea, fericită Pulheria văzând acea neîngrijire a lui, a vrut, ca una ce totdeauna se îngrijea de dânsul, ca să-l îndrepteze pe el cu dragoste. Și a pus la cale o meșteșugire de acest fel: a scris o adresă ca din partea împăratului, în care scria cum împăratul îi da în robie pe femeia sa surorii sale, Pulheria, prin rugămintea ei, și îi adeverește că de acum nu mai are stăpânire asupra ei. O scrisoare ca aceasta gătind-o, i-a dat-o împăratului să o iscălească. Iar el, după obiceiul său, necitind scrisoarea și neștiind ce era într-însa scris, a pus mâna sa cea împărătească și a iscălit. Iar Pulheria, luând acea scrisoare, a chemat cu cinste pe împărăteasa Eudoxia în palatul său și cu vorbă de dragoste și cu cinste a ținut-o pe ea la sine mult. Iar trimițând împăratul după împărăteasa, Pulheria nu a lăsat-o pe ea. Și a doua oară trimițând, i-a răspuns zâmbind Pulheria: "Să știe împăratul că nu are putere peste împărăteasa sa, că mi-a dat-o mie în robie și prin scrisoarea sa cea împărătească a în-tărit aceasta". Acestea zicându-le, a mers singură la fratele său și i-a zis: "Vezi, împărate, că nu faci bine iscălind scrisorile necitite! " Și i-a arătat lui scrisoarea aceea. Cu o meșteșugire ca aceasta înțe-leaptă a sfătuit pe împăratul ca să fie mai cu pază și să cerceteze și să citească scrisorile acelea pe care avea să-și pună împărăteasca iscălitură. Înștiințându-se de aceasta, vicleanul vrăjmaș Hrisafie, famenul, s-a apropiat de Eudoxia împărăteasa, zicându-i: "Vezi ce-ți face ție Pulheria, cum te defaimă? Roaba ei vrea să te facă pe tine. Până când vei suferi de la dânsa unele ca acestea ?! Au nu ești ca și ea împărăteasă și cu împăratul mai de aproape, ca un trup cu dîn-sul ?" Unele ca acestea și mai multe zicându-le, vrăjmașul a pornit spre mânie pe Eudoxia, care după aceea a început a-și îndemna bărbatul ca, luând stăpânirea împărătească de la Pulheria, singur să împărățească. Iar împăratul, îndemnat de femeie și de Hrisafie, deși se gândea să le urmeze sfatul, se rușina ca să aducă necinste asupra surorii și învățătoarei sale. Deci în taină a rugat pe patriarh ca pe Pulheria, când va intra în biserică, să o sfătuiască ca să se facă diaconiță, ca pe una ce viețuia cu curăție și cu sfințenie și de slujba diaconiei fiind vrednică. Pentru că era obiceiul într-acele vremi ca pe fecioarele cu viață curată să le silească, chiar și nevrând, la slujirea diaconească. Deci și pe sfânta Pulheria voia să o silească la aceeași faptă, ca să o depărteze cu o slujbă ca aceasta de la stăpânirea împărătească. Deci, patriarhul a spus de aceasta Pulheriei în taină, iar ea, cunoscând o scornire ca aceea a fratelui său și cunoscând vrajba împărătesei și a lui Hrisafie, singură și-a lăsat stăpânirea împărătească și, plecând din palatele împărătești cu servitoarele sale și așezându-se la un loc osebit de liniște, slujea lui Dumnezeu în tăcere și fără tulburare.
Atunci, ereticul Hrisafie, aflând vreme cu prilej răutății sale, a pornit pe împăratul împotriva patriarhului. Și era biserica lui Dumnezeu în tulburare, sculându-se ereticii fără temere, nemaifiind Pulheria apărătoarea dreptei credințe. Atunci a deschis Dumnezeu împăratului ochii minții lui, ca să-și cunoască greșeala și să știe mânia cea nedreaptă a împărătesei sale asupra sfintei Pulheria și să înțeleagă înrăutățita purtare a lui Hrisafie.
Oarecând aduseră împăratului Teodosie un măr foarte frumos și mare, mai presus de a sa fire, de a căruia frumusețe și mărime neobișnuită mirându-se, l-a trimis pe el împărătesei sale. Și aceea, ținându-l la sine, nu l-a mâncat, ci l-a trimis lui Paulin senatorul, un iubit prieten al împăratului, bolnav fiind atunci. Iar Paulin, neștiind nimic, a trimis mărul acela împăratului. Deci, luând mărul împăratul, l-a cunoscut pe el și mergând la împărăteasă, a întrebat-o zicând: "Unde este mărul pe care l-am trimis ție?" Iar împărăteasa neștiind că mărul acela a venit iarăși în mâinile împăratului i-a răspuns: "L-am mâncat". Atunci împăratul i-a arătat ei mărul și i-a zis: "Dar acesta ce este?" Și dintr-acea vreme s-a mâniat foarte asupra împărătesei și cu necinste a ocărât-o pe ea, pentru că i se părea că îl înșală cu Paulin și îndată pe Paulin l-a trimis la surghiunie în Capadocia, iar pe împărăteasă, de atunci, nu o mai lăsa să vină pe la dânsul. Așijderea și asupra lui Hrisafie, famenului, sfetnicul împărătesei, foarte s-a mâniat, pentru că s-a încredințat că era pricinuitor de multă răutate. Și mai întâi a luat de la dânsul averea, apoi în surghiunie l-a trimis.
Dumnezeu însă a făcut izbândire pentru supărarea cea nevinovată a Sfintei Pulheria, pentru că Hrisafie, călătorind cu corabia, s-a înecat în mare. Paulin în surghiun a fost tăiat fără vină după porunca împăratului. Mai pe urmă, murind acesta, împărăteasa singură, cu jurământ, a adeverit că Paulin era curat de acel presupus păcat; așijderea și ea era nevinovată de cele ce i se imputau. Însă a avut Dumnezeu purtarea de grijă ca să vină o mâhnire ca aceea lui Paulin spre mântuirea sufletului, iar împărătesei spre învățătură. Deci, auzind împărăteasa de tăierea lui Paulin, s-a mâhnit fără de măsură că a pătimit pentru dânsa un om ca acela cu bună înțelegere și întreg la minte, fără de vină, și a rugat pe împăratul să nu o oprească pe ea să meargă la Ierusalim să se închine Sfintelor Locuri. Și, dându-i voie, s-a dus la Ierusalim și a făcut acolo milostenii mari și a zidit biserici multe și a făcut mânăstiri, pentru că a zăbovit în Ierusalim multă vreme, până ce, prin multe rugăciuni, a potolit mânia cea împărătească și pe sfânta Pulheria iar a împăcat-o cu sine. Și i-a trimis spre semn de pace și de dragoste necurmată chipul Preasfintei Născătoarei de Dumnezeu, cel zugrăvit de Sfântul Evanghelist Luca.
După plecarea ei la Ierusalim, împăratul Teodosie a trimis rugăminte la sora sa, Sfânta Pulheria, ca să se întoarcă iar la scaunul său. Dar ea nu voia, dorind ca să slujească unuia Dumnezeu mai bine în singurătate, decât să stăpânească multe țări. Și iar a rugat-o împăratul să vină în palatele împărătești ca să împărățească cu dânsul și n-a încetat din stăruinți până ce nu a înduplecat-o pe ea. Și s-a întors cu mare cinste Sfântă Pulheria la palatul său cel împărătesc și pe dată a încetat eretica vijelie, s-au alinat valurile și s-a făcut liniște în biserică, după care împărăția iar mergea ca înainte, cu pace. Iar după îndelungată vreme a venit și Eudoxia împărăteasa de la Ierusalim, aducând cu sine mâna Sfântului întâiului mucenic Arhidiacon Ștefan, pe care când au adus-o în Halchidon, s-a arătat într-acea noapte Sfântul Ștefan fericitei Pulheria, zicându-i: "Iată, ți-ai câștigat dorința, că și eu am venit în Halchidon". Iar a doua zi, sculându-se Pulheria, a luat pe fratele său, împăratul Teodosie, și a ieșit în întâmpinarea mâinii sfântului întâiului mucenic, pe care împreună și cu împărăteasa Eudoxia a primit-o cu dragoste.
Iar trăind împăratul Teodosie de la nașterea sa patruzeci și doi de ani, i-a sosit sfârșitul și a spus sfintei Pulheria o descoperire dumnezeiască, care i se făcuse lui în Efes, pe când se afla în Biserica Sfântului Ioan Teologul. Pentru că stând el acolo în rugăciune, i s-a descoperit lui că, după moartea lui, o să ia Marcian Ostașul sceptrul împărăției grecești și a rugat-o pe ea ca să-i ajute lui Marcian la împărătescul scaun.
Deci, era Marcian de neam din Turcia, fiul oarecărui ostaș, el însuși ostaș viteaz, înțelept în toate, iscusit, milostiv și bun; încă din tinerețe era însemnat la împărăție, fiind el păzit din întâmplări de moarte. Pentru că, oarecând, mergând la Filipopol, a găsit pe cale un trup lepădat al unui om nu demult ucis. Deci, a stat deasupra trupului și se umilea fiindu-i jale de omul ucis. Apoi, vrând ca să facă fapta cea bună a milosteniei, adică să îngroape pe cel mort, a început să-i sape groapă și iată, oarecare, pe aceeași cale mergând spre cetate, a văzut pe Marcian îngropând pe cel mort și părându-li-se că el a făcut acea ucidere l-au prins pe el și, ducându-l în cetate, l-au dat judecătorului. Și, nefiind cine să mărturisească pentru nevinovăția lui, ci numai el singur apărându-se, nu i s-a dat crezământ și ca pe un ucigaș la moarte l-au osândit. Și era să fie pedepsit cu moartea în curînd, dacă cu dumnezeiască descoperire nu s-ar fi arătat adevăratul ucigaș.
Deci acela și-a luat după fapte pedeapsa, iar Marcian, cu cinste fiind pus în libertate, slujea în oastea greacă, pe lângă voievodul Aspar. Iar făcându-se război cu vandalii, când au biruit vandalii pe greci și pe mulți i-a luat vii în robie, atunci cu aceia și Marcian fiind prins, a fost dus la comandantul vandalilor Ginseric. Iar Ginseric, vrând să vadă pe cei robiți, s-a urcat pe un loc înalt, în miezul zilei fiind arșiță mare, și a văzut de departe pe Marcian dormind pe pământ, iar deasupra lui un vultur zburând cu aripile întinse îi făcea lui umbră apărându-l de arșița soarelui. Aceasta văzând-o Ginseric, căpetenia vandalilor, a cunoscut cele ce erau să fie și chemând la sine pe robitul acela și întrebându-l pe el de nume și de moșie i-a zis: "De voiești ca să fii viu, întreg și slobod, jură mie că atunci când te vei sui la împărăteasca vrednicie nu vei face război cu vandalii niciodată, ci în pace cu noi vei petrece". Deci, Marcian s-a jurat comandantului și a plecat cu cinste la locul său.
Apoi, întorcându-se iar Marcian din robie în oastea greacă, dar cu un grad mai mic și mergând oarecând grecii asupra perșilor, s-a îmbolnăvit Marcian pe cale și a rămas în cetatea Lichiei care se numea Sidina. Și l-au primit pe el doi frați în casa lor, Tațian și Iulian, bărbați cinstiți; și îl căutau pe el, îngrijindu-se de sănătatea lui, pentru că aveau pentru el mare dragoste. Iar sculându-se el de pe patul durerii, au ieșit amândoi frații cu dânsul împreună la vânătoare de păsări, iar fiind amiază și aflându-se în arșiță de soare, se culcară să se odihnească și adormiră, iar dormind s-a deșteptat mai întâi decât toți Tațian și a văzut că și Ginseric oarecând un vultur mare zburând deasupra lui Marcian cel ce dormea, cu aripile întinse, acoperindu-l pe el de arșița soarelui și umbrindu-l.
Văzând aceasta, Tațian a deșteptat pe Iulian, fratele său cel mai tânăr, și se mirau amândoi de minunea aceea. După aceasta, deșteptându-se și Marcian din somn, a zburat vulturul, iar Tațian și Iulian prooroceau că o să fie împărat și-l întrebară: "Ce fel de mulțumire și milă le va arăta când va fi împărat?" Iar el zicea: "De va fi după proorocia voastră, apoi îmi veți fi mie în loc de tată".
După aceasta, a început Marcian a fi mai mult mărit între greci, preamărind Dumnezeu pe bărbatul pe care l-a ales după ini-mă sa. Apoi, s-a pristăvit drept credinciosul împărat Teodosie cel tânăr, iar împărăteasa Eudoxia s-a dus iarăși la Ierusalim, și acolo câțiva ani petrecând bine, s-a mutat către Domnul și o îngropară în biserica Sfântului întâiului Mucenic și Arhidiacon Ștefan, cea zidită oarecând de dânsa. Iar fericită Pulheria, după moartea fratelui său, sfătuindu-se cu boierii și cu toți mai marii oștilor, pe Marcian ostașul l-au ales la împărăție, ca pe un vrednic și ales al lui Dumnezeu.
Fiind împărat, Marcian a chemat pe cei înainte pomeniți doi frați, Tațian și Iulian, și, cu înalte dregătorii cinstindu-i pe ei, i-au pus pe unul asupra Traciei stăpânitor, iar pe altul asupra Liciniei. Așijderea și cu Ginseric și-a împlinit jurământul său, păzind cu dânsul pacea nestricată până la sfârșit. Iar Pulheria împărăteasa, după ce s-a așezat Marcian, a vrut că iar să se întoarcă la al său loc singuratec. Dar împăratul nou și tot sfatul palatului au rugat-o pe ea ca să nu-i lase, ci să le ajute lor a cârmui împărăția ca o înțeleaptă și iscusită; iar într-alt chip aceea nu se putea să fie, fără numai devenind soție împăratului. Iar ea le punea lor înainte că și-a făgăduit lui Dumnezeu fecioria sa, pe care datoare este să o păzească până la moarte. Dar, așijderea și împăratul spunea că și-a făgăduit și el lui Dumnezeu curăția sa. Dar pentru nevoia Sfintei Biserici care era tulburată de ereticii cei ce atunci se înmulțiseră, a fost silită să se însoțească cu Marcian împăratul, însă într-o însoțire ca aceea în care floarea fecioriei n-a veștejit-o, ci neatinsă până la sfârșitul vieții a păzit-o. Că și făgăduința cea lui Dumnezeu făcută și obișnuita curățenie a amîndorura nu-i lăsară a-și călca făgăduințele date, pentru că ea era atunci de cincizeci și unu de ani și nici împăratul nu mai era tânăr. Și se numea Pulheria femeia împăratului, dar într-adevăr nu femeie, ci ca o soră îi era, împărățind cu dânsul și bine ocârmuind sceptrul împărăției cu mare folos pentru toată biserica lui Dumnezeu și pentru toată împărăția. Și se numea și Marcian bărbat Pulheriei, însă într-adevăr nu bărbat, ci ca frate îi era, împărățind cu dânsa ca împreună cu o fiică împărătească și moștenitoare a scaunului tatălui său. Și puteai atunci să vezi pe scaunul împărăției grecești fecioreasca curăție împărățind, pentru că au împărățit păzindu-se pe sine și împăratul cu sufletul și cu trupul curat, și împărăteasa fecioară neprihănită. O însoțire feciorească, care abia de vezi sau de auzi! Să se minuneze aici lumea cea plină de pofte necurate! Să se rușineze oamenii cei ce slujesc patimilor și dulceților trupești, auzind de o însoțire ca aceasta a dreptcredincioșilor acestora împărați, care s-au asemănat cu îngereasca curăție! Cu sârguință acestei sfinte împărătese s-a adunat sinodul sfinților părinți în Calcedon, împotriva răucredinciosului Dioscor și a lui Eftihie arhimandritul. Apoi, asemenea sinod a fost și în Efes tot după purtarea ei de grijă, pentru că foarte mult ajuta dreapta credință. Scriitorii Istoriei Bisericești Universale ne descriu că această împărăteasă a luat parte la amândouă sinoadele atât din Efes, cât și din Calcedon, ca o mare apărătoare a credinței. Era într-însa râvna de dreaptă credință și mare înțelepciune; că în sufletul și în inima ei cea curată petrecea Sfântul Duh ca într-o biserică sfântă, și cu mari daruri a îmbogățit-o pe ea. Apoi, viețuind cincizeci și patru de ani și toate averile sale la biserică, la mânăstiri și la săraci împărțindu-le, s-a mutat la Dumnezeu, căruia cu toată osârdia i-a slujit. Cu ale ei rugăciuni, Doamne, nu ne lipsi și pe noi de împărăția ta cea cerească.
1. ↑  IdRef, accesat în 22 mai 2020